# Diazyny
Diazyny – heterocykliczne organiczne związki chemiczne z grupy azyn. Zbudowane są z sześcioczłonowego pierścienia aromatycznego zawierającego dwa atomy azotu, a ich wzór sumaryczny to C
4H
4N
2. Istnieją 3 izomeryczne diazyny:

① 1,2-diazyna – pirydazyna
② 1,3-diazyna – pirymidyna
③ 1,4-diazyna – pirazyna